# Mamoplastia redutora

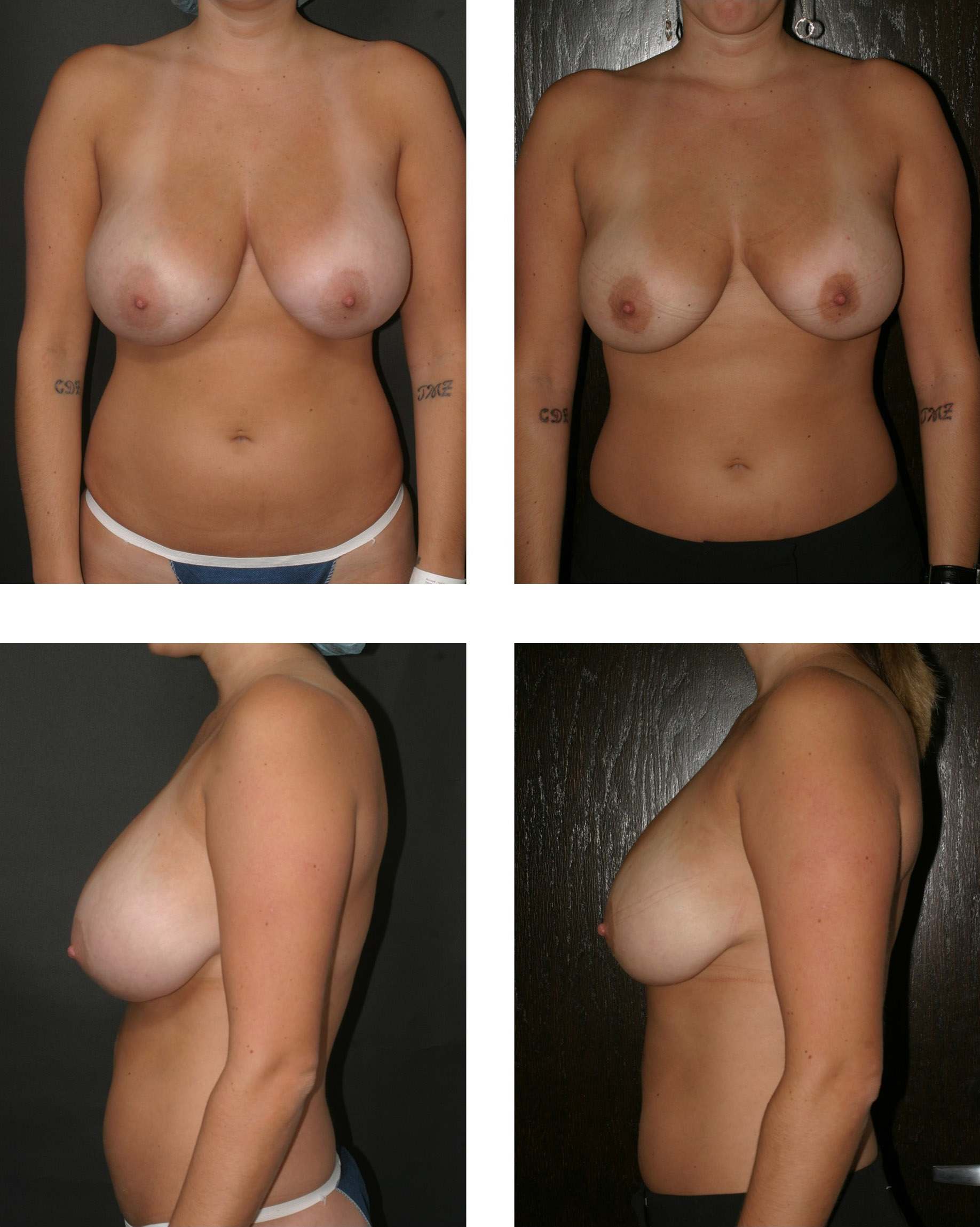
Pré-operatório (à esquerda) e pós-operatório (à direita).

Mamoplastia redutora é um termo que refere-se a uma cirurgia plástica feita para reduzir o tamanho das mamas do paciente, que, na maioria dos casos, tem um volume excessivamente grande em relação ao resto do corpo (gigantomastia). Embora esta operação é solicitada principalmente por mulheres, também é realizada em homens que sofrem de ginecomastia (tecido do peito superdesenvolvido) ou assimetria mamária. Com esta técnica pode-se eliminar tecido adiposo, o tecido da mama e da pele são removidos e a posição da mama é aumentada. Também é possível reduzir o tamanho da aréola se esta for excessivamente grande.